# Kaprokaras
Kaprokaras je označení pro mezirodového křížence kapra obecného a karase obecného. Jde o nežádoucí vedlejší produkt při chovu kaprů a hospodářsky bezcennou rybu.

## Popis
V mnoha pozorovatelných či měřitelných znacích se tito hybridi nacházejí mezi kaprem a karasem. Například na rozdíl od karase mívají vousky (2 nebo 4), ty jsou ale menší než u kaprů, případně mohou zcela chybět. Horní okraj hřbetní ploutve je silně vydutý, stejně jako dolní okraj řitní ploutve, ocasní ploutev je silně vykrojená. Na zadním okraji nejdelšího tvrdého paprsku hřbetní ploutve bývá nad dvacet drobných, stejně velkých zoubků. V postranní čáře je 34 až 39 šupin. Žaberní víčko je silně vypouklé, žaberních tyčinek je 26 až 32. Požeráky jsou dvou až trojřadé, s různým počtem zubů. Ve výjimečných případech mohou být tito kříženci dále plodní.